# Macromia flavicincta
Macromia flavicincta là loài chuồn chuồn trong họ Macromiidae. Loài này được Selys mô tả khoa học đầu tiên năm 1874.